# Sporting Clube Petróleos de Cabinda
Maillots
Actualités
Le Sporting Clube Petróleos de Cabinda est un club de football angolais basé à Cabinda.

## Anciens entraîneurs
- 2015-2016  Médard Lusadusu Basilwa